# Jean Malaquais
Jean Malaquais, född Wladimir Jan Pavel Malack 11 april 1908 i Warszawa, död 22 december 1998 i Genève, var en fransk författare och översättare av polsk härkomst. År 1939 tilldelades han Prix Renaudot för Les Javanais. Malaquais översatte bland annat Norman Mailers The Naked and the Dead till franska.

## Biografi
Wladimir Jan Pavel Malack föddes år 1908 i Warszawa i en judisk familj. År 1926 lämnade han sitt hemland och efter resor i Östeuropa och Mellanöstern kom han till Paris och tog sig där namnet Jean Malaquais. Han umgicks bland annat med medlemmar av Kommunisternas förbund, men han blev inte medlem. I spanska inbördeskriget stred han på den republikanska sidan.
År 1939 publicerade Malaquais sin debutroman Les Javanais, som handlar om hans påfrestande arbete i bly- och silvergruvorna i Provence. För detta verk tilldelades han samma år Prix Renaudot.
När andra världskriget bröt ut i september 1939 inkallades Malaquais till franska armén, trots att han inte var fransk medborgare. Han greps av tyska soldater, men lyckades att fly till södra Frankrike. Malaquais föräldrar greps av nazisterna och dog i koncentrationsläger. År 1943 emigrerade han till USA. För en tid var Malaquais medlem av den vänsterkommunistiska gruppen Gauche communiste de France.
Hans Planète sans visa från 1947 har översatts till många språk.